# Abdel Hamid Slimani
Abdel Hamid Slimani (ar. عبد الحميد السليماني; ur. 19 lutego 1956) – marokański judoka. Olimpijczyk z Los Angeles 1984, gdzie zajął dwunaste miejsce w wadze ekstralekkiej.
Uczestnik mistrzostw świata w 1981. Brązowy medalista igrzysk śródziemnomorskich w 1983 roku.

## Letnie Igrzyska Olimpijskie 1984
| Konkurencja | Eliminacje              | Eliminacje             | Klas. końcowa |
| Konkurencja | Przeciwnik I            | Przeciwnik II          | Miejsce       |
| ----------- | ----------------------- | ---------------------- | ------------- |
| 60 kg       | Michel Estephan (LBN) Z | Felice Mariani (ITA) P | 12.           |